# Estrées (Nord)
Estrées település Franciaországban, Nord megyében. Lakosainak száma 1121 fő (2022. január 1.). Estrées Gœulzin, Arleux, Tortequesne, Cantin, Hamel, Bellonne és Gouy-sous-Bellonne községekkel határos.

## Népesség
A település népességének változása:
| Lakosok száma | 1058 | 1111 | 1144 | 1112 | 1106 | 1103 | 1111 | 1116 | 1121 |
|               | 2013 | 2015 | 2016 | 2017 | 2018 | 2019 | 2020 | 2021 | 2022 |